# Sarah Elizabeth
Sarah Elizabeth, nome completo Sarah Elizabeth Bowers (Glendale, 9 agosto 1983), è una modella statunitense.
Deve la sua notorietà al fatto di essere stata Cyber Girl of the week di Playboy nella quarta settimana del dicembre 2005 per venire poi eletta Cyber Girl of the Month nell'aprile 2006. Sarah in seguito è stata scelta come playmate per il mese di novembre del 2006. Originaria di Glendale, Arizona, adesso risiede a Panama City, Florida.